# Grain bag
Un grain bag è un sacco di tela a trama media che ha lo scopo di contenere i grani spezzati dei cereali utilizzati per la produzione della birra. Essi vengono tenuti chiusi nella tela per evitare che possano "sporcare" il mosto durante il periodo dell'infusione.